# Loud And Quiet
Loud And Quiet (w skrócie L&Q) – brytyjski dwumiesięcznik z siedzibą w Londynie, poświęcony muzyce. Założony w styczniu 2005 roku przez Stuarta Stubbsa w Southend-on-Sea i przez niego wydawany. Funkcjonuje również jako strona internetowa. 

## Historia i profil
Stuart Stubbs po ukończeniu studiów marzył, by zostać dziennikarzem muzycznym. Ponieważ  wysyłanie e-maili do istniejących wówczas magazynów muzycznych z podaniem o pracę nie przynosiło rezultatów, doszedł do wniosku, że łatwiej mu będzie założyć własny fanzin. W styczniu 2005 roku założył w Southend-on-Sea Loud And Quiet. Wydrukował on 150 egzemplarzy swojego pierwszego nowego fanzinu muzycznego na domowej drukarce i rozdawał go w sklepach płytowych i na koncertach w Londynie. Powodem, dla którego założył Loud And Quiet, był brak na rynku magazynów poświęconych nowej muzyce. W pierwszym numerze zaprezentował więc tylko nowe zespoły. Jeśli chodzi o layout inspirował się wyglądem wielu magazynów poświęconych modzie łącząc w sposób zrównoważony styl z treścią.
W 2009 roku Stubbs zaprzestał drukowania Loud And Quiet w formacie A5 zmieniając go na wersję gazetową.
W ciągu ostatnich dwóch miesięcy 2011 roku działalność magazynu została rozszerzona z Londynu na Manchester, Sheffield i Leeds.
W 2015 roku Loud And Quiet uczcił dziesięciolecie swojego istnienia wystawą fotografii 10 Years of Loud And Quiet: A photography exhibition w Hackney, Oslo. Zaprezentowano na niej prace takich twórców jak: Andrew Kendall, Phil Sharp, Sonny McCartney, Owen Richards, Nathanael Turner i Gem Harris. Nakład magazynu wynosił wówczas 32 000 egzemplarzy.
W marcu 2016 roku wydawca Loud And Quiet ogłosił, że rozpocznie dystrybucję magazynu w Nowym Jorku, z Anną Meredith na okładce inauguracyjnego wydania, udostępnionego w różnych lokalach, sklepach płytowych, kawiarniach i barach Manhattanu i w Brooklynu. Pomysł dystrybucji magazynu został wcześniej przetestowany w Stanach Zjednoczonych w niewielkim nakładzie pilotażowym. 31 października tego samego roku uruchomiono odnowioną stronę internetową, która, według oświadczenia wydawcy ma prezentować „pracę jego współpracowników tak dobrze, jak robi to gazeta drukowana”. Internetowa wersja magazynu będzie zawierać „pogłębione wywiady, opinie i nową muzykę” oraz podcasty i materiały wideo.
5 marca 2018 roku wydawca Loud And Quiet ogłosił, że wznawia swój miesięcznik drukowany w nowym formacie, wyglądzie i stylu. Pierwszy numer, z Davidem Byrne na okładce, będzie dystrybuowany bezpłatnie w Wielkiej Brytanii w ponad 600 punktach sprzedaży od 9 marca. Nowa wersja Loud And Quiet będzie drukowana na błyszczącym i matowym papierze, a nie na papierze gazetowym, a jej objętość zwiększy się o 20 stron poprzez dodanie bardziej rozbudowanej sekcji recenzji. Wcześniej Loud And Quiet nawiązał również nowe partnerstwa festiwalowe z festiwalem End Of The Road i Iceland Airwaves.
W kwietniu 2020 roku Loud And Quiet ogłosił nową opcję subskrypcji, która miała mu pomóc w przetrwaniu kryzysu związanego z COVID-19, który uderzył zarówno w media muzyczne, jak i przemysł muzyczny. Wydawca wyraził nadzieję, że jego czytelnicy, przyzwyczajeni do bezpłatnego odbioru magazynu poza domem, dadzą się przekonać do zapłacenia 50 funtów rocznie za dostawę magazynu prosto do domu. Dla tych, którzy się zarejestrują, przewidziano również kopię nowego 36-stronicowego fanzina, upamiętniającego 15-lecie publikacji, skórzaną zakładkę do książki, odlewaną przypinkę z logo magazynu, comiesięczną playlistę tylko dla subskrybentów oraz udział w comiesięcznym losowaniu winylowych nagród „Album of the Month”.
W 2021 roku Loud And Quiet rozpoczął publikowanie listy albumów roku, Albums of the Year. 1 miejsce zajął album For the First Time zespołu Black Country, New Road.